# Condorraptor
Condorraptor là một chi khủng long, được Rauhut mô tả khoa học năm 2005.